# 1,6-α-L-フコシダーゼ
1,6-α-L-フコシダーゼ(1,6-alpha-L-fucosidase、EC 3.2.1.127)は、免疫グロブリンG等の糖タンパク質中のα-L-フコース残基及びN-アセチルグルコサミン残基の間の1,6-結合を切断する酵素である。
この酵素は加水分解酵素、特にO-及びS-グリコシル化合物を加水分解するグリコシダーゼに分類される。系統名は、1,6-L-フコシル-N-アセチル-D-グルコサミニルグリコペプチド フコヒドロラーゼ(1,6-L-fucosyl-N-acetyl-D-glucosaminylglycopeptide fucohydrolase)である。